# Urtica urens
Urtica urens là loài thực vật có hoa trong họ Tầm ma. Loài này được L. miêu tả khoa học đầu tiên năm 1753.